# Panzer 38(t)
El panzer 38 (t) era un tanque ligero diseñado y fabricado en Checoslovaquia y utilizado por el Ejército alemán y sus aliados durante la Segunda Guerra Mundial. La designación oficial militar checoslovaca era LT vz. 38 —Lehký Tank (tanque ligero) vzor (modelo) 38— y la alemana Panzerkampfwagen 38(t). Las designaciones del fabricante  incluían serie TNH, TNHPS, LTP LTL y LTH. La denominación alemana del vehículo era Sd.Kfz. 140. Se produjeron 1414 unidades. 

## Desarrollo
En 1935, la firma checa ČKD (Českomoravská Kolben Daněk) estaba considerando el reemplazo del LT vz.35 que producía conjuntamente con Škoda. El vz.35 era complejo y tenía diversos defectos, por lo que ČKD preveía que recibiría pedidos del nuevo tanque tanto del ejército checoslovaco como del extranjero. La oportunidad llegó en 1937 cuando el ejército checoslovaco, descontento con el vz. 35, convocó un concurso en el que participaron tanto Škoda como ČKD, siendo el proyecto presentado por esta última el ganador.
La oficina de diseño de tanques de ČKD, bajo la dirección del Jefe de Diseño del Departamento de Vehículos Blindados el ingeniero mecánico y diseñador checo de origen ruso-ucraniano e emigrante político, Alexej Michaljovič Surín, comenzó a trabajar en un diseño de suspensión completamente nuevo y bastante moderno. Los planos para las tanquetas AH-IV y el tanque ligero TNH estaban listos a principios de 1935. Ambos vehículos debían usar un nuevo diseño de suspensión que consistía en dos ruedas de carretera más grandes colocadas en una sola unidad de resorte horizontal. Externamente se parecía a la suspensión Christie, pero en realidad tenía una suspensión de ballesta convencional. El vehículo resultó ser fiable, y un éxito de exportaciones con la designación TNH. Con pequeñas modificaciones para cada cliente, 50 fueron vendidos a Irán (TNHP), 24 a Perú (LTP), otros 24 a Suiza (LTH - Panzer 39) y algunos solicitados pero nunca entregados por Lituania (LTL). El Royal Armoured Corps británico evaluó un modelo de prueba enviado el 23 de marzo de 1939 a la Escuela de Artillería (Army Camp) - West Lulworth. Un informe declaró que "el tirador de la ametralladora (frontal) no puede sentarse confortablemente ya que la radio está junto a su hombro izquierdo". El informe también indicaba que, debido a la vibración producida mientras el vehículo avanzaba, era imposible apuntar el cañón; incluso a 8 km/h, la precisión era mala. En consecuencia, los británicos no compraron el TNH.[cita requerida] También se tenían órdenes de compra de Suecia y aunque estas no pudieron ser cumplidas por la anexión alemana si se les ofreció como compensación la licencia, siendo fabricados allí con la denominación Stridsvagn m/41, en un número de 238 repartidos en dos lotes.
En el otoño de 1937, las Fuerzas Armadas checoslovacas convocaron un concurso para un nuevo tanque medio en el que participaron Škoda, ČKD y Tatra. Škoda Praga presentó el modelo de producción conjunta para exportación mencionado arriba. ČKD también presentó un prototipo distinto del anterior, el V-8-H (posteriormente llamado St vz 39), que demostró tener numerosos problemas mecánicos. Tatra, presentó los planos de un concepto muy novedoso para la época que cambiaba completamente la distribución de un tanque, el cual patentó en 1938. El 1 de julio de 1938 el ejército checoslovaco encargó 150 unidades del modelo TNHPS, pero ninguno había entrado en servicio antes de la ocupación alemana.

## Producción alemana
Durante la ocupación alemana se continuó la producción del modelo, ya que era considerado un tanque superior, especialmente comparado a los Panzer I y Panzer II que en aquel entonces eran los principales modelos en producción y servicio. Cuando entró a formar parte del inventario bélico alemán fue denominado LTM 38, denominación que se cambió a Panzerkampfwagen 38(t) el 16 de enero de 1940. Los alemanes emplearon en un principio el Pz.38(t) como equivalente o sustituto del Panzer III.
Las principales ventaja del Panzer 38(t), comparado con otros tanques de la época, eran una alta fiabilidad y una movilidad sostenida. En un caso documentado, un regimiento fue equipado con tanques que habían sido manejados directamente desde la fábrica en dos días y medio, en lugar de la prevista semana, sin ningún desperfecto mecánico. Según sus tripulantes, los componentes principales del Panzer 38(t) - motor, caja de cambios, mecanismo de viraje, suspensión, ruedas y orugas - estaban perfectamente armonizados entre ellos. El Panzer 38(t) también era considerado muy sencillo de mantener y reparar.
En la pequeña torreta del Panzer 38(t) no era posible ubicar un cañón de mayor calibre para destruir tanques más modernos, tales como el T-34, por lo que su producción cesó en junio de 1942, habiéndose producido más de 1400 unidades. Algunos se vendieron a varios aliados de los alemanes, incluyendo Hungría (102), Eslovaquia (69), Rumanía (50) y Bulgaria (10).
Después del cese de su producción, el chasis fue empleado como base para caza carros, los cuales fueron producidos en mayor cantidad que el tanque original. Entre 1942 y 1944, se produjeron unas 1500 unidades del Marder III. Este fue reemplazado por el Jagdpanzer 38(t) (más conocido como Hetzer), basado en un chasis modificado de Panzer 38(t) y del cual se produjeron aproximadamente 2800 unidades. El Hetzer siguió en producción en Checoslovaquia una vez finalizada la guerra, siendo exportado a Suiza. El chasis del Panzer 38(t) también fue empleado como base para un cañón antiaéreo autopropulsado, el Flakpanzer 38(t), que se produjo en pequeñas cantidades (unas 140 unidades).
El Aufklärungspanzer 38(t) (designación Sd.Kfz.140/1) era un vehículo de reconocimiento basado en el chasis de un Panzer 38(t), equipado con una torreta "Hängelafette" (armada con un cañón automático KwK 38 L/55 de 20 mm y una MG 42 coaxial) adaptada del automóvil blindado SdKfz 222; también se diseñó una versión de apoyo armada con un cañón KwK 37 L/24 de 75 mm (y una MG 42) montado en la superestructura modificada. En febrero y marzo de 1944 se produjeron 70 Aufklärungspanzer 38(t) con cañón automático de 20 mm; en ese mismo año solamente se produjeron dos Aufklärungspanzer 38(t) con cañón de 75 mm.      
Como indicador de su buen diseño, hay que decir que en Suecia y Suiza se mantuvieron en servicio hasta la década de 1970, lo que para ser un diseño anterior a la Segunda Guerra Mundial demuestra lo acertado de su diseño.

## Producción sueca

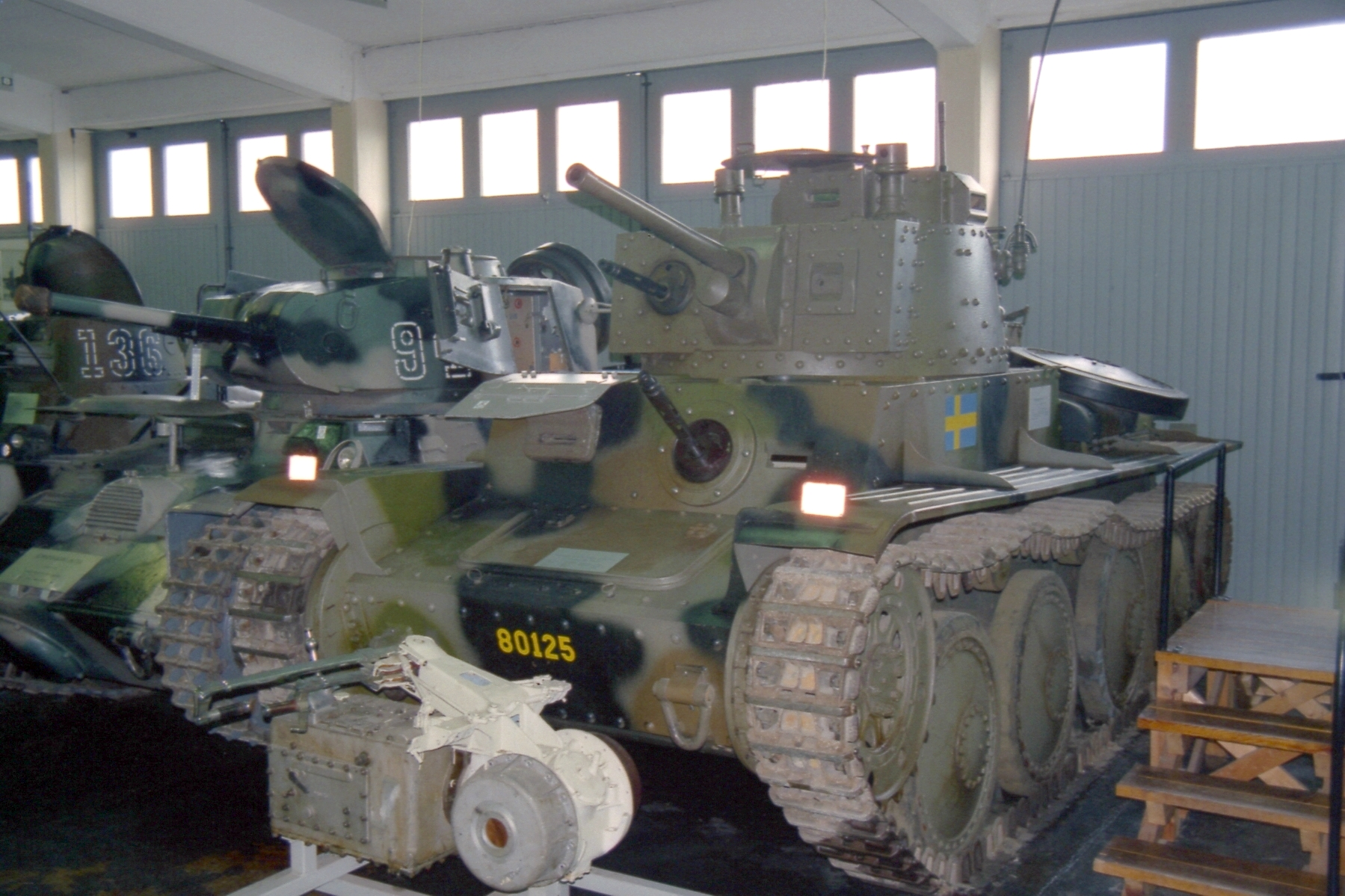
El Stridsvagn m/41 SII del Museo de tanques de Axvall.

Como los 90 PzKpfw 38(t) Ausf. S construidos para Suecia y que debían ser enviados en marzo de 1940 habían sido confiscados por los alemanes después de la invasión de Checoslovaquia, se iniciaron las negociaciones con la Böhmisch-Mährische Maschinenfabrik para obtener los planos necesarios para producirlos bajo licencia y se llegó a un acuerdo a fines de 1940, que incluía las actualizaciones para el TNHP-S. La construcción con planchas remachadas era vista como una desventaja, pero se estimó que redibujar los planos para construirlos mediante soldadura retrasaría la producción en casi un año, por lo que no se hicieron cambios a los 116 m/41 ordenados a Scania-Vabis en junio de 1941. Las entregas empezaron en diciembre de 1942 y fueron completadas en agosto de 1943, no menos de tres años detrás del plan original.
Aunque eran ciertamente obsoletos, la necesidad de un tanque ligero de 10 t era tan apremiante que a mediados de 1942 se hizo otra orden. Como Scania-Vabis había alcanzado el límite de producción, los 122 tanques tuvieron que ser complementados por unos 80 strv m/40. El segundo lote tenía el blindaje frontal incrementado a 50 mm, alcanzando un peso de 11 t, por lo que se reemplazó el motor Scania-Vabis typ 1664 de 145 hp por el más potente Scania-Vabis typ 603 de 160 hp. Debido a su mayor tamaño, el casco tuvo que fabricarse con 65 mm adicionales y produjo un amplio espacio entre la segunda y tercera rueda de rodaje. Esto permitió que los depósitos de combustible sean agrandados de 190 l a 230 l. Solamente se entregaron 104 unidades cuando la producción cesó en marzo de 1944; en cambio, los últimos 18 chasis fueron empleados para construir el cañón de asalto sav m/43. Otros 18 cañones de asalto sav m/43 adicionales fueron construidos desde cero.
Todos los Strv m/41 SI fueron enviados al 3.er Regimiento Blindado con base en Strängnäs, que fue el único regimiento que pintó las ruedas de rodaje con el mismo esquema de camuflaje que el casco, en contra de los reglamentos que indicaban que estas sean pintadas de color verde grisáceo. La mayoría de los m/41 SII fueron enviados al 4º Regimiento Blindado con base en Skövde, con una pequeña cantidad destinada al 2º Regimiento de Caballería Blindada con base en Hässleholm y al material de reserva del 3.er Regimiento Blindado.
A fines de la década de 1950, 220 SI y SII fueron transformados en transportes blindados de personal Pansarbandvagn 301 y sus torretas empleadas para la defensa de bases aéreas.

## Confederación Helvética
A finales de los años treinta y debido al aumento de la tensión en Europa el ejército suizo optó por comprar un nuevo tanque en lugar de desarrollar el suyo propio. Los militares suizos se pusieron en contacto con la firma ČKD en 1936. En 1937 ČKD ofreció a los suizos algunas tanquetas Praga AH-IV-Sv de 3,5 toneladas, así como el tanque TNH-S de 7,5 t. Durante la visita de la delegación suiza a principios de septiembre de 1938, recibieron una propuesta de un número de tanquetas AH-IV-H que eran similares a la versión sueca; sin embargo, la delegación suiza consideró que la tanqueta no contaba con las prestaciones y desempeño suficientes para maniobrar en terreno alpino y, por lo tanto, rechazó la oferta. La delegación solicitó un vehículo de 6 t con 24 mm de blindaje y un cañón suizo de 20 mm, así como dos ametralladoras Maxim. ČKD, que estaba negociando con Letonia y Perú en aquel momento para vender un tanque designado como LTL y LTP y al recibir dicha solicitud para su nuevo tanque y tener el LTL a su disposición, se lo ofrecieron a Suiza.
Si bien, estaba armado con el cañón Oerlikon 20 mm como solicitó el ejército suizo, este vehículo aún no convenció a los suizos y, por lo tanto, fue modificado; sin embargo, después de rigurosas pruebas, el acuerdo fue aceptado y firmado el 17 de diciembre de 1937. Este nuevo vehículo se denominó LTL-H (también conocido como LTH) y el acuerdo era por 24 de estos vehículos, de los cuales 12 se fabricarían en Checoslovaquia equipados con un motor Skoda Praga EPA de 119 hp aunque sin armamento ni óptica. Los doce vehículos restantes fueron construidos en Suiza y equipados con un motor suizo Saurer CT1 D SZ 1007 de 110 hp. Estos vehículos, así como lo construidos en Checoslovaquia, estaban armados con un cañón antitanque Tankbüchse 41 de 24 mm , un par de ametralladoras PZW Mg 1938 (Maxim Mod. 1911) cal. 7,5 x 55 Swiss y una Furrer M25 del mismo calibre; todas las armas fueron fabricadas por la firma Eidgenössische Waffenfabrik (W+F) en Berna . En el ejército suizo fue designado Panzerwagen 39 (Panzer 39).

## Descripción
El Panzer 38(t) tenía un diseño convencional del período de entreguerras, con blindaje remachado y motor trasero. El glacis no estaba inclinado y el espesor del blindaje oscilaba -en la mayor parte de las versiones- entre los 10 mm y los 25 mm. En modelos posteriores (del Ausf. E en adelante) se incrementó hasta los 50 mm.
La torreta, de dos tripulantes, estaba situada sobre el centro del chasis y alojaba el armamento principal: un cañón semiautomático Škoda A7 de 37 mm -KwK 38(t) según la denominación alemana- con una dotación de 90 proyectiles. A la derecha del arma principal había una ametralladora de 7,92 mm, que estaba montada en un afuste hemisférico en lugar de uno coaxial. Esto implicaba que debía ser apuntada independientemente, en lugar de coincidir con el objetivo del cañón principal. El conductor se situaba en la parte delantera derecha del chasis y el operador de radio, encargado del manejo de una ametralladora de 7,92 mm, a la izquierda (aunque podía ser usada tanto por este como por el conductor). El operador de radio, al igual que en muchos otros tanques de la década de 1930, también disparaba la ametralladora del chasis. El Panzer 38(t) transportaba un total de 2700 cartuchos para ambas ametralladoras.
El vehículo era propulsado por un motor Praga EPA de seis cilindros y 125 cv montado en la parte trasera del chasis. Tenía dos ruedas tractoras delanteras a las que llegaba la transmisión a través de una caja de cambios con cinco velocidades hacia adelante y una hacia atrás. Las orugas se apoyaban en dos rodillos de retorno y cuatro grandes ruedas de rodaje cubiertas de goma y terminaba en una rueda tensora. El sistema de suspensión, a pesar de ser parecido al sistema Christie por sus ruedas su gran tamaño, en realidad era de ballestas convencionales, con bogies dobles montados en dos ejes.

## Versiones

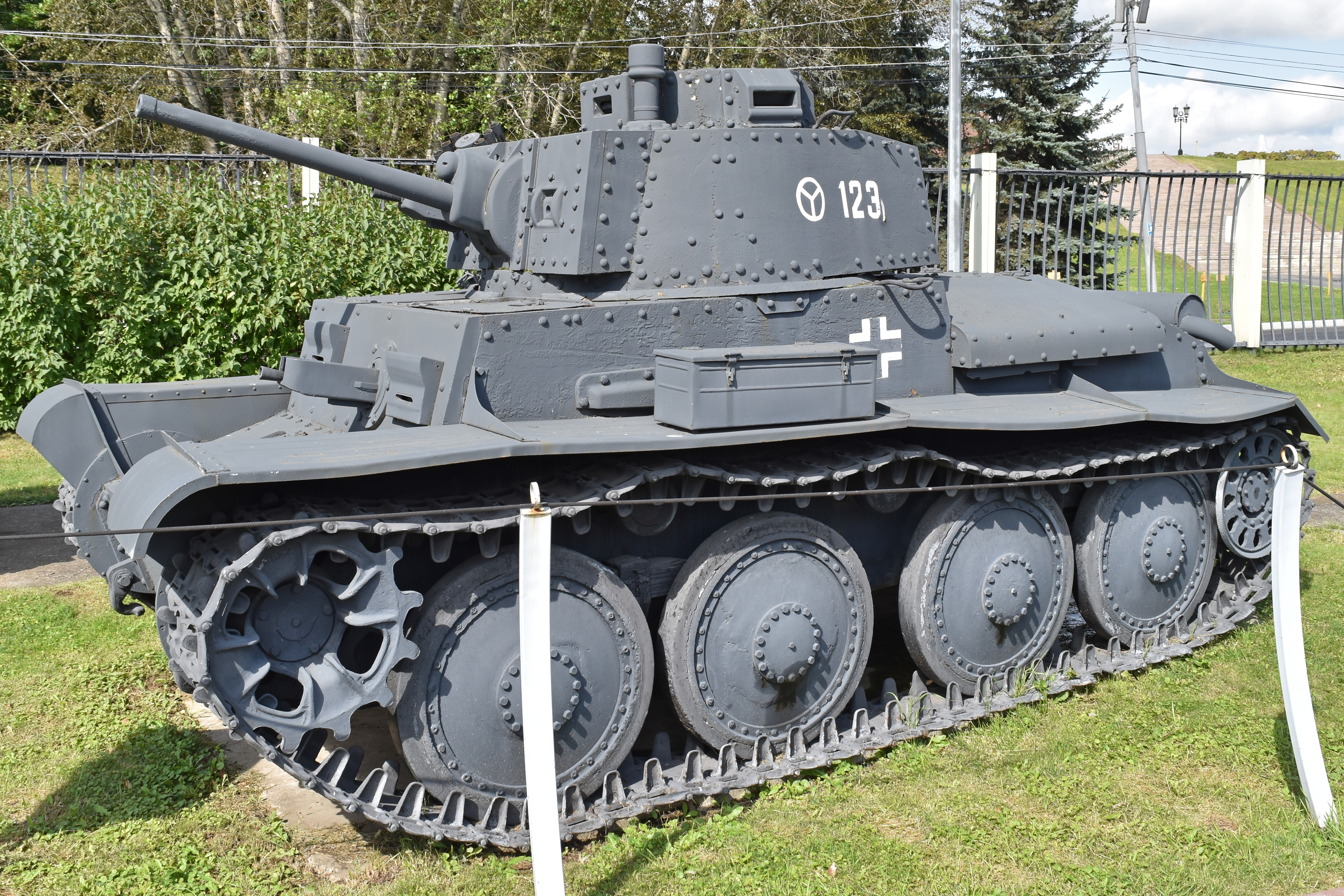
El Panzer 38(t) del Parque de la Victoria, Moscú.

- TNHP Primera versión de exportación. Cincuenta adquiridos por Irán.
- LTP Versión de exportación para Perú.
- LTH Versión de exportación para Suiza.
- LTL Versión de exportación para Lituania (se compraron 21).
- LT vz. 38 Designación del Ejército checoslovaco (ninguno entró en servicio en el mismo).
- PzKpfw 38(t) Ausf. A-D tanque TNH fabricado por Alemania.
- PzKpfw 38(t) Ausf. E-G Pz 38(t) con blindaje frontal incrementado a 50 mm.
- Panzerbefehlswagen 38(t) Tanque de mando con radios adicionales y una gran antena.
- PzKpfw 38(t) Ausf. S Encargado por Suecia, pero confiscado por Alemania antes de poder ser entregado.
- Strv m/41 Versión construida bajo licencia en Suecia, como compensación por los modelos Ausf. S confiscados.

## Diseños basados en el chasis

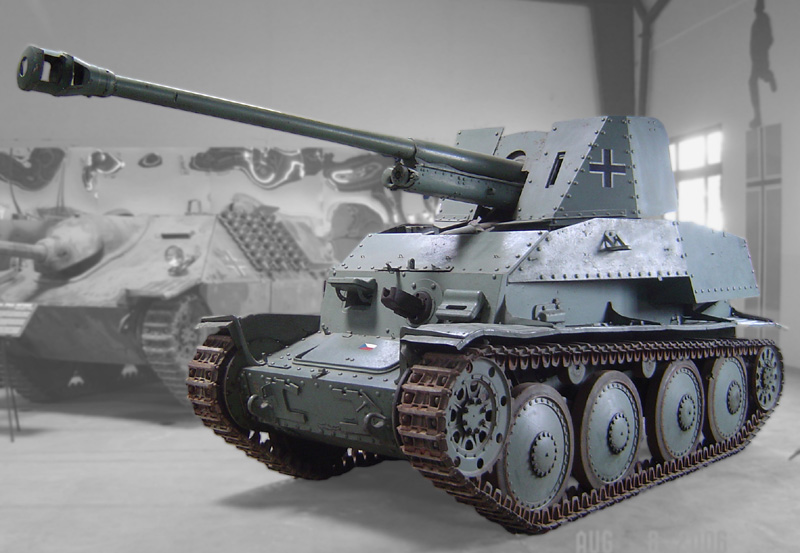
sd.kfz-139 Marder III

- sd.kfz-138 Marder IIIsd.kfz-139 Marder IIISdKfz 138 Marder III Llevaba un cañón antitanque PaK 40/3 L46 de 75 mm en una superestructura abierta y sin techo.

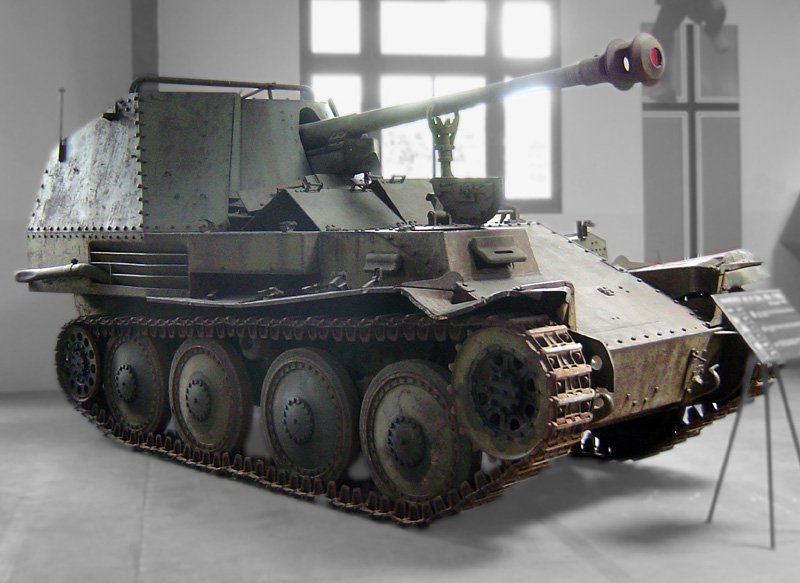
sd.kfz-138 Marder III

- SdKfz 139 Marder III Armado con el cañón de campaña M1942 (ZiS-3) 76 mm soviético en una superestructura abierta y sin techo.
- SdKfz 138/1 Bison/Grille Llevaba un cañón de infantería alemán sIG 33/1 de 150 mm . Se realizaron dos variantes, la Ausf. H y la Ausf. M, que se diferenciaban en que la última el motor estaba delante y la cámara de combate detrás (en el Ausf. H era central). Se fabricó también una variante para transporte de munición basada en el modelo M.
- SdKfz 140 Flakpanzer 38(t) Vehículo antiaéreo improvisado, armado con un cañón antiaéreo de 20 mm.
- SdKfz 140/1 tanque de reconocimiento.
- SdKfz 141/1 Aufklärugspanzer 38(t), versión de reconocimiento equipada con la torreta del automóvil blindado Sdkfz 222.
- Jagdpanzer 38(t) Cazacarros (conocido extraoficialmente como Hetzer) armado con un cañón de 7,5 cm KwK 40 L/48. Se construyó también una versión lanzallamas.

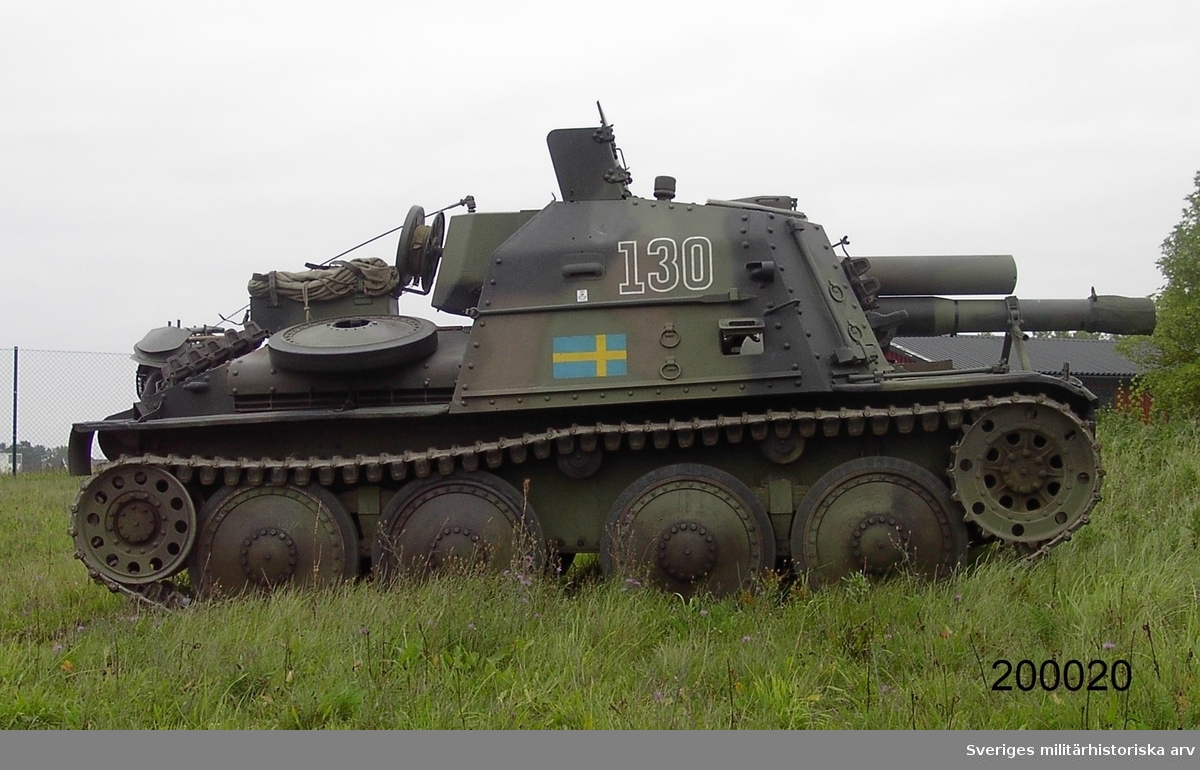
Sav m/43

- Sav m/43Sav m/43 Cañón de asalto construido sobre chasis TNH, fabricado por Suecia.
- G-13 Designación suiza de los Jagdpanzer 38(t) construidos después de la guerra y vendidos por Checoslovaquia.

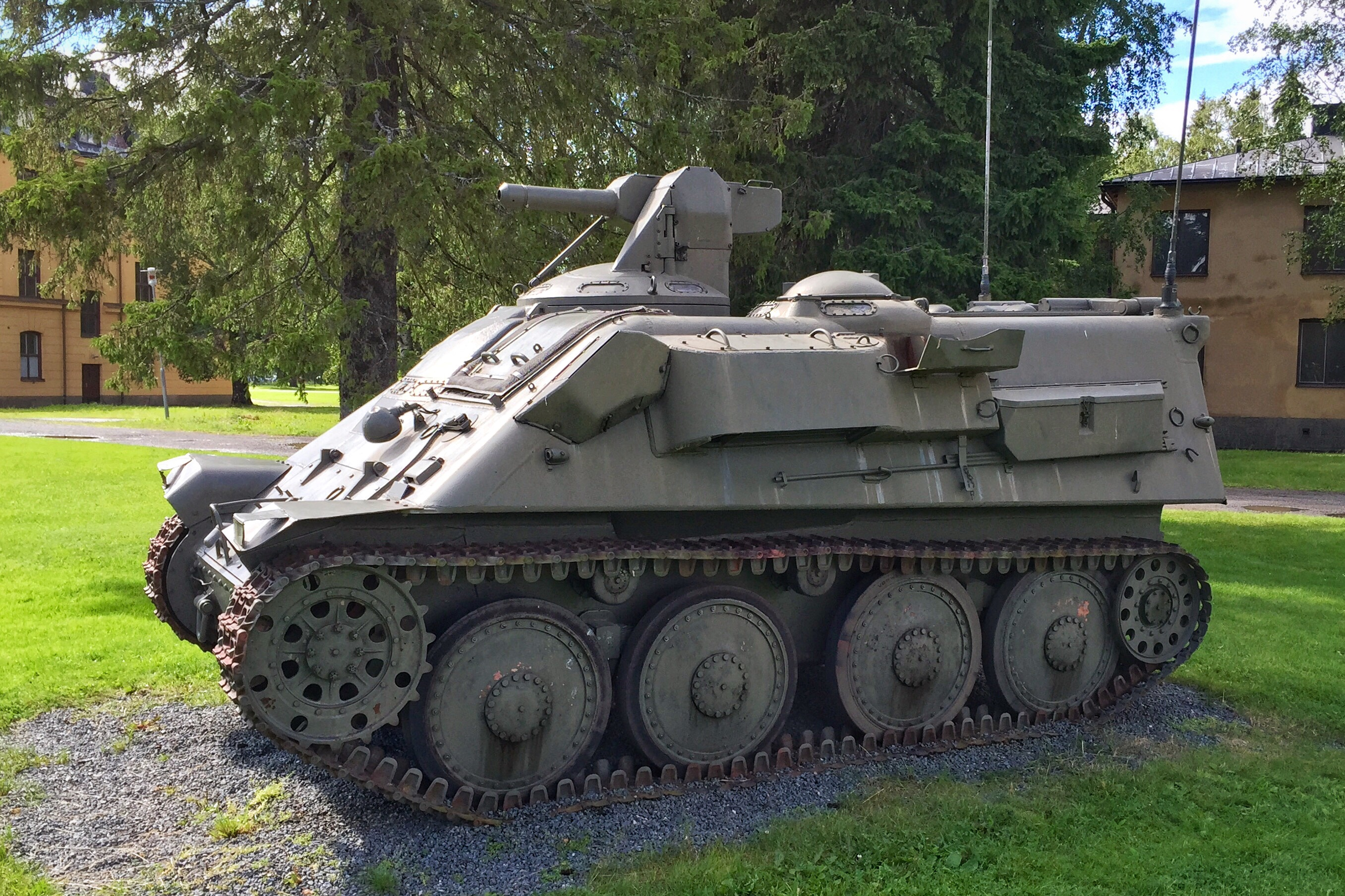
Pbv 301

- Pbv 301Pbv 301 Transporte blindado de personal sueco, fabricado a partir de 1959.

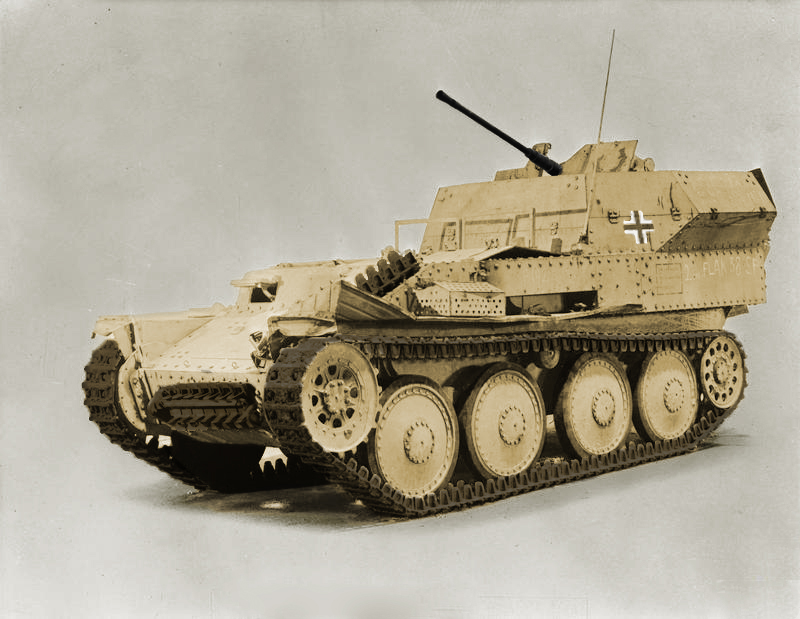
Flakpanzer 38-t

## Historial de combate

### III Reich

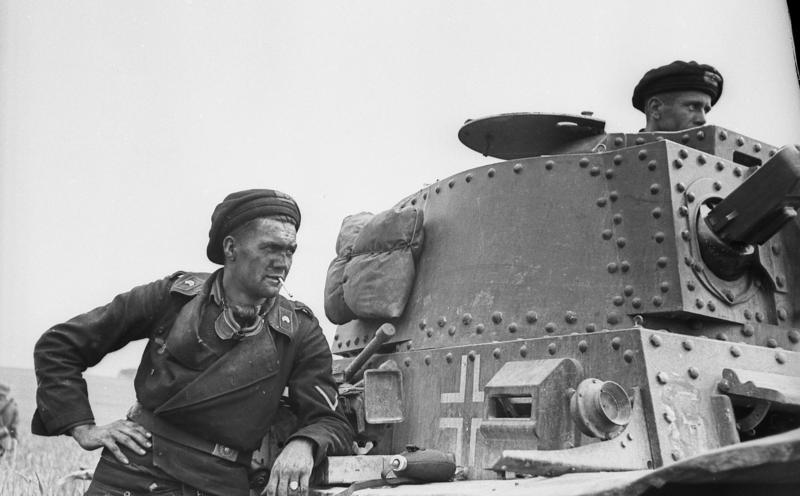
Tripulantes de un Panzer 38(t) en Francia, junio de 1940.

El Panzer 38(t) dio un buen resultado durante la invasión de Polonia en 1939. En esta campaña se utilizaron 150 unidades, de las cuales ni una sola fue destruida en combate. La tasa de averías fue mínima, mientras que decenas de Panzer I y II quedaron destruidos o averiados. Durante la Batalla de Francia en 1940, intervinieron 228 unidades. La División Fantasma de Rommel, estaba formada por 106 Pz 38 (t), 36 Pz IV y 50 Pz I y II. El Pz 38 (t) Estaba mejor armado que el Panzer I y el Panzer II. Estaba a la par con la mayoría de tanques ligeros de la época, pero su cañón era incapaz de penetrar efectivamente el blindaje frontal de los tanques medios, pesados y de infantería. Sin embargo, tras la campaña de Francia, el mando alemán decidió prescindir de los Pz I, del II y del Pz 35 (t), pero conservar en servicio al Pz 38 (t) e incluso fabricar más unidades.   
Al empezar la invasión de la Unión Soviética, los alemanes desplegaron 3.855 tanques, de los cuales 623 eran Pz 38 (t). Los nuevos tanques soviéticos T-34 y KV-1 eran muy superiores pero al inicio de la campaña su número era escaso (acababan de entrar en servicio) y los tanquistas soviéticos eran inexpertos. la mayor parte de los tanques soviéticos eran modelos ligeros y anticuados, o de categoría equivalente como los T-26b. Los alemanes vendieron algunos Panzer 38(t) al Ejército rumano en 1943, después de haber perdido la mayoría de sus tanques R-2. Para entonces ya se había vuelto obsoleto, aunque el chasis fue adaptado con éxito para una variedad de papeles distintos. Las variantes notables incluyen al caza carros SdKfz 138 Marder III, el obús autopropulsado SdKfz 138/1 Grille, el Flakpanzer 38(t) y el caza carros Hetzer. Además fue empleado en pequeñas cantidades para reconocimiento, entrenamiento y tareas de seguridad, tales como su despliegue a bordo de trenes blindados.

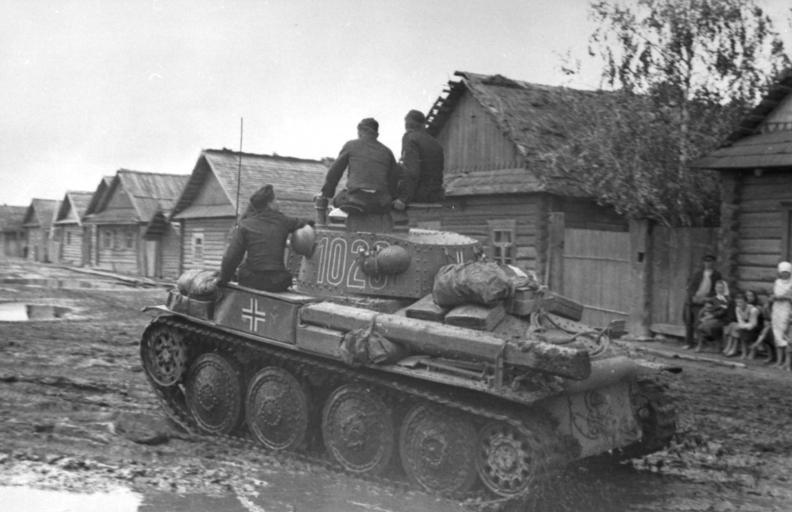
Un Panzer 38(t) en la Unión Soviética, junio de 1941.

El comandante de tanque Otto Carius, al que se le atribuyen más de 150 bajas, describió un combate a bordo de un Panzer 38(t) el 8 de julio de 1941:

Sucedió a la velocidad del rayo. Un impacto contra nuestro tanque, un chasquido metálico, el grito de un camarada y eso fue todo. Una gran pieza de blindaje había sido perforada junto al asiento del operador de radio. Nadie tenía que decirnos que debíamos salir de allí. No fue sino hasta que pasé mi mano sobre mi rostro mientras me arrastraba en la cuneta junto al camino, que descubrí que también estaba herido. Nuestro operador de radio perdió el brazo izquierdo. Maldecimos al frágil y rígido acero checo que le daba tan poco trabajo al cañón antitanque ruso de 47 mm. Los fragmentos de nuestro blindaje y los remaches producían daños de mayor consideración que las esquirlas del propio proyectil.

En contraste, cuando habla sobre el blindaje de los tanques alemanes:

Una y otra vez, admiramos la calidad del acero de nuestros tanques. Es duro sin ser frágil. A pesar de su dureza, también es elástico. Si un proyectil antitanque no impacta directamente contra el blindaje, se desliza sobre su lado y deja detrás suyo un entalle como cuando pasas tu dedo sobre un trozo de mantequilla blanda.[cita requerida]

El informe de arriba resalta el motivo por el cual el Panzer 38(t) fue retirado de primera línea a favor de los Panzer III, IV y los cañones de asalto Stug III.[cita requerida] El Panzer 38(t) continuó sirviendo después de 1941 como un vehículo de reconocimiento y en unidades antipartisanos por algún tiempo. Varias unidades capturadas fueron empleadas por el Ejército Rojo después de ser reequipadas con ametralladoras DTM.
Los fiables trenes de rodaje y chasis demostraron ser útiles durante el conflicto. Al inicio de la Operación Barbarroja, los alemanes descubrieron que los tanques soviéticos T-34 eran superiores, ya que el cañón antitanque PaK 36 de 37 mm demostró ser incapaz de penetrar el blindaje del T-34. Para neutralizar al T-34, los alemanes montaron un cañón de campaña soviético de 76,2 mm capturado sobre el chasis del Panzer 38(t) como una medida provisoria y lo llamaron "Marder III". Inicialmente, el Marder III no era más que un Panzer 38(t) con un cañón M1936 (F-22) en lugar de la torreta, al cual se había modificado el cierre para emplear munición alemana. Debido a esta disposición, los tripulantes de los primeros modelos del Marder III lucharon expuestos sobre la cubierta del motor del Panzer 38(t), detrás de donde solía estar la torreta. Los continuos esfuerzos por ofrecer mayor protección a los tripulantes de los Marder III finalmente condujeron al caza carros Hetzer, que todavía empleaba el mismo tren de rodaje en un chasis ensanchado y orugas con eslabones ligeramente ensanchados para compensar el peso adicional del blindaje. Cuando la Alemania nazi fue atacada desde el este y desde el oeste, el Hetzer sirvió en el Ejército alemán como uno de los más usuales vehículos blindados en el último año de la guerra.[cita requerida] Después de la guerra, el Hetzer continuó siendo producido para el Ejército checoslovaco. Suiza compró 158 unidades. Los Hetzer suizos estuvieron en servicio hasta la década de 1960.[cita requerida]
El SdKfz 140/1 Aufklärungspanzer 38(t) era un vehículo de reconocimiento basado en el Panzer 38(t). Surgió a partir de una escasez de tanques ligeros de reconocimiento ya que, el Panzer I era obsoleto y el Panzer II Luchs apenas había entrado en producción. Para llenar este espacio, se construyeron pequeñas cantidades de Panzer 38(t) armados con un cañón automático de 20 mm. La construcción básica era retirarle su torreta, elevar la superestructura e instalar la torreta abierta de un SdKfz 222 o un SdKfz 234/1.[cita requerida]
El Flakpanzer 38(t) era una solución improvisada para suplir las necesidades cada vez más crecientes de protección antiaérea de las unidades acorazadas y, como casi todas las soluciones apresuradas, no desempeñó un buen papel. Fue sustituido por el Flakpanzer IV, basado en el chasis del Panzer IV.
Las 357 torretas que sobraron de las conversiones de los Panzer 38(t) se emplearon en fortificaciones a lo largo de toda Europa: 150 en Europa occidental meridional, 78 en el frente del Este, 75 en Noruega, 25 en Italia, 20 en Dinamarca, 9 en la Muralla del Atlántico y 1 en España. El armamento poco potente y su débil blindaje las hacían inapropiadas como casamatas antitanque, pero seguían siendo útiles para la defensa contra infantería.
Campañas
- Invasión de Polonia (1939) con la 3ª División Ligera
- Operación Weserübung (1940) (Noruega) con el XXXI Cuerpo de Ejército
- Campaña de Francia con la 7ª y 8ª Divisiones Panzer
- Operación Barbarroja con las divisiones panzer 7ª, 8ª, 12ª, 19ª, 20ª y 22ª, y la 1ª División Blindada húngara
- Frente del Este con el 2º Regimiento de Tanques del Ejército rumano

### Perú

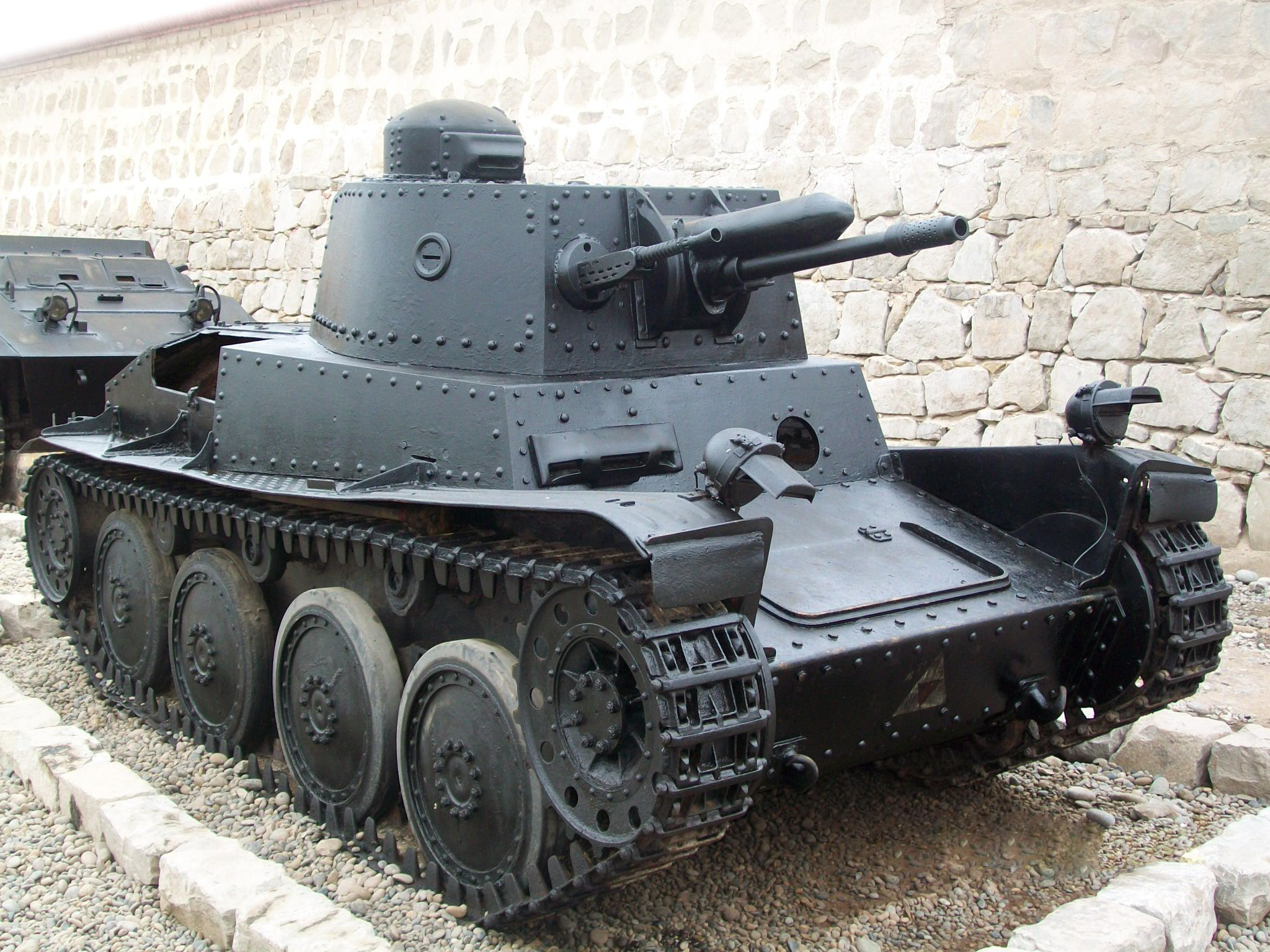
El LTP del Museo de la Fortaleza del Real Felipe, Callao, Perú.

En 1935, la Comisión de Compras del Ejército Peruano envió representantes a Europa con la esperanza de comprar tanques ligeros o medianos de Checoslovaquia, Francia, Italia o el Reino Unido y evaluó los tanques de varios fabricantes notables antes de elegir al LTP checo. En 1936, la firma checoslovaca Českomoravská Kolben-Daněk (ČKD) estableció contacto con los peruanos después de enterarse de que buscaban adquirir tanques. ČKD sugirió que la delegación peruana los visitara  y viera sus tanques AH-IV y TNH fabricados para Irán, que propusieron exportar. En octubre de 1936, la delegación peruana visitó las fábricas ČKD y examinó los tanques AH-IV y TNH. Después de otra reunión en enero de 1937, en abril, la delegación peruana vio la demostración de los prototipos de tanques más nuevos fabricados por ČKD. El LTL recientemente desarrollado para Lituania cumplió con los requisitos de la delegación. 
De resultas de ello y después de múltiples reuniones técnicas evaluaciones, ensayos y pruebas, el Ejército del Perú adquirió finalmente 24 unidades, las cuales fueron enviadas entre 1938 y 1939, siendo organizadas en dos compañías. 
Esta pequeña fuerza blindada fue complementada por infantería motorizada y piezas de artillería remolcadas por tractores checos ČKD. La doctrina militar peruana estaba influenciada por la misión militar alemana que operaba en Perú desde 1937 (dejando atrás una larga tradición de influencia francesa), que enfatizaba el uso de tanques para operar en columnas móviles independientes (como en la "guerra relámpago" o Blitzkrieg).
El batallón de tanques peruanos jugó un importante papel en la Guerra peruano-ecuatoriana de 1941, encabezando el ataque al otro lado del río Zarumilla y en Arenillas. La autonomía de 250 kilómetros les hubiera permitido alcanzar Guayaquil y Cuenca desde la frontera con gran facilidad. La acción ofensiva de los tanques peruanos fue llevada a cabo sin problemas debido a que el Ejército ecuatoriano no tenía cañones antitanque modernos y su artillería era tirada por caballos. Los tanques LTP se desempeñaron muy bien en la guerra de 1941 y estuvieron en servicio activo hasta 1988. También fueron empleados en operaciones contra el grupo terrorista Sendero Luminoso.

## Características técnicas

### TNH P-S
- General
  - Papel: Tanque medio.
  - Fabricante: Ceskomoravka-Kolben-Danek - ČKD
  - Tripulación: comandante, artillero, conductor, ametralladorista/operador de radio
- Armamento y blindaje
  - Armamento principal:  cañón Skoda A7 de 37,2 mm
  - Armamento coaxial: ametralladora de 7,92 mm
  - Armamento en el chasis:  ametralladora de 7,92 mm
  - Munición:  90 proyectiles de 37,2 mm y 2.700 cartuchos de 7,92 mm
  - Blindaje: de 10 mm a 25 mm
- Motor y peso
  - Motor : Skoda Praga EPA, gasolina de seis cilindros en línea refrigerado por agua
  - Transmisión:  5 velocidades hacia adelante, 1 hacia atrás
  - Potencia:  110,3 kW (148 cv)
  - Peso:  9700 kg
  - Relación peso/potencia: 11,5 kW por tonelada/14 caballos por tonelada
- Prestaciones
  - Velocidad máxima en carretera:  42 km/h
  - Autonomía:  200 km
  - Vadeo:  0,9 m
  - Inclinación:  60%
  - Obstáculo vertical:  0,8 m
  - Zanja:  1,9 m
- Dimensiones
  - Longitud:  4,55 m
  - Anchura:  2,13 m
  - Altura:  2,31 m

### Panzer 38(t) Aus. A-C
- General
  - Papel:  Tanque medio
  - Tripulación: 4
- Armamento y blindaje
  - Armamento principal:  cañón Skoda A7 (L/47.8) de 37,2 mm
  - Armamento secundario:  2 ametralladoras MG 37(t) de 7,92 mm con 2.700 cartuchos
  - Blindaje: frontal 25 mm, lateral 15 mm
- Motor y peso
  - Motor : Praga EPA Modelo I, gasolina de 6 cilindros en línea refrigerado por líquido
  - Desplazamiento: 7.754,7 cc
  - Potencia: 91,9 kW (123.3 cv, 125 PS)
  - Transmisión:  5 velocidades adelante, 1 atrás
  - Peso: en combate: 9,5 t, vacío: 8,5 t
  - Relación peso/potencia: 10 kW por tonelada/13 caballos por tonelada
- Prestaciones
  - Velocidad máxima: 56 km/h
  - Autonomía: 200 km
- Dimensiones
  - Longitud: 4,61 m
  - Anchura: 2,14 m
  - Altura: 2,40 m

## Usuarios
- Checoslovaquia
- Alemania
- Bulgaria
- Eslovaquia
- Hungría
- Irán
- Lituania
- Perú 24 unidades
- Rumania
- Suecia
- Suiza